# Alex Kava
Alex Kava (geboren Sharon M. Kava op 7 juni 1960 in Silver Creek, Nebraska) is een Amerikaanse auteur van psychologische spanning romans.

## Boeken
Alex Kava's romans zijn series met FBI-Profiler Maggie O'Dell, een tweede serie met hondengeleider Ryder Creed (met O'Dell als een extra teken), en andere zelfstandige romans, samenwerking en korte verhalen. Kava is gefascineerd door de ware leven misdaden en bevat de details van de verschillende crime-deskundige bronnen in haar werk. Zij was de eregast op de Mayhem In The Midlands 2008 Mystery Conference, gehouden in Omaha, NE.

## Maggie O'Dell Serie
| Nummer | Titel (NL)         | Titel (Origineel)        | Release  | ISBN              |
| ------ | ------------------ | ------------------------ | -------- | ----------------- |
| 1      | -                  | Before Evil              | 2017     | -                 |
| 2      | Duister Kwaad      | A Perfect Evil           | 2000     | 90-855-0030-3     |
| 3      | De Val             | Split Second             | 2001     | 90-855-0033-8     |
| 4      | Verloren Zielen    | The Soul Catcher         | 2002     | 90-855-0045-1     |
| 5      | Blinde Razernij    | At The Stroke Of Madness | 2003     | 90-5108-764-0     |
| 6      | Noodzakelijk Kwaad | A Necessary Evil         | 2006     | 90-855-0071-0     |
| 7      | Quarantaine        | Exposed                  | Okt 2008 | 978-90-347-5248-2 |
| 8      | Zwarte Vrijdag     | Black Friday             | Sep 2009 | 978-90-347-5264-2 |
| 9      | Slachtoffers       | Damaged                  | Jul 2010 | 978-90-347-3741-0 |
| 10     | Schrikdraad        | Hotwire                  | Jul 2011 | 978-90-347-3742-7 |
| 11     | Vuurzee            | Fireproof                | Jul 2012 | 978-90-347-3743-4 |
| 12     | Gestrand           | Stranded                 | Jul 2013 | 978-90-347-5340-3 |

## Ryder Creed Serie
| Nummer | Titel (NL) | Titel (Origineel) | Release       | ISBN |
| ------ | ---------- | ----------------- | ------------- | ---- |
| 1      | -          | Breaking Creed    | Jan 2015      | -    |
| 2      | -          | Silent Creed      | Jul 2015      | -    |
| 3      | -          | Reckless Creed    | 2016          | -    |
| 4      | -          | Lost Creed        | verwacht 2018 | -    |

## Zelfstandige Romans
| Titel (NL)   | Titel (Origineel) | Release  | ISBN | Extra Info                                  |
| ------------ | ----------------- | -------- | ---- | ------------------------------------------- |
| -            | One False Move    | 2004     | -    | -                                           |
| Sluipend Gif | Whitewash         | Mei 2007 | -    | -                                           |
| -            | One False Move    | 2017     | -    | Herdruk met bonus materiaal van 2004 versie |

## Korte Verhalen
- A Breath of Hot Air (2011)
- Slices of Night: A Three-Part Novella (December 2011 with authors Erica Spindler & J.T. Ellison)[5]

Kort Verhaal Collecties
- Storm Season: One Sensational Storm, Three Terrifying Killers (December 2012 with authors Erica Spindler & J.T. Ellison)[5]

Andere Verhalen
- Goodnight, Sweet Mother in Thriller (2006) (anthology with a short story by Alex Kava)